# 北京市海淀区人民法院
北京市海淀区人民法院是中华人民共和国北京市海淀区的基层人民法院，成立于1952年12月1日，上诉法院为北京市第一中级人民法院。海淀法院设有七个派出法庭。

## 机构设置
- 院机关：内设民一庭、民二庭、民三庭、民四庭、民五庭（知识产权庭）、民六庭、劳动争议庭、行政庭、审判监督庭、立案庭、温泉（金融与清算）法庭及政治处、监察室、办公室、审管办、诉服办、信访办、机关服务中心等。
- 派出法庭
  - 复兴路法庭：复兴路法庭、四季青法庭、执行局。
  - 东升法庭
  - 山后法庭：刑一庭、刑二庭、未成年人审判庭、山后法庭
  - 上地法庭
  - 中关村法庭

## 知名案例
- 快播公司传播淫秽物品牟利案[3]
- 互动百科诉百度百科侵权事件
- 李天一强奸案
- 田永诉北京科技大学案
- Valve诉莉莉丝游戏和龙图游戏《刀塔传奇》侵犯著作权、商标权和不正当竞争案
- 北京奇虎科技诉百度杀毒不正当竞争案[4]
- 于艳茹诉北京大学案[5]
- 思路网侵权案
- 弦子诉朱軍性騷擾案